# SN 1996aj
SN 1996aj – supernowa typu Ia odkryta 15 czerwca 1996 roku w galaktyce A132906-2914. W momencie odkrycia miała maksymalną jasność 18,50m.